# GSC7086-942
GSC7086-942 — хімічно пекулярна зоря спектрального класу A0, що має видиму зоряну величину в смузі V приблизно 10,1.

## Пекулярний хімічний вміст
Зоряна атмосфера GSC7086-942 має підвищений вміст 
Si
.